# 伯恩茅斯
是英国英格兰西南部多塞特郡的一个沿海市鎮。2011年人口普查表明该镇人口为187,503人，在多塞特郡中人口最多。它和普爾、克萊斯特徹奇一起組成人口40萬的東南多塞特郡組合都市。
伯恩茅斯是一個大型濱海渡假市鎮，其擁有95英里（153公里）長之侏羅紀海岸，被列入世界遺產。伯恩茅斯在於1810年成立之前，該地區是一個不毛之地，只有偶爾到訪的漁民和走私者。伯恩茅斯被定為作一個療養勝地，自從長足於Dr Granville的著作（英國的水療中心）。伯恩茅斯的發展，亦歸功於鐵路系統，這裡被自1870年被公認為市鎮。伯恩茅斯歷史上曾經是漢普郡的一部份，卻於1974年當地政府的重組下加入了多塞特郡，並擁有自己的地方議會－伯恩茅斯鎮議會（Bournemouth Borough Council）。
伯恩茅斯的市鎮中心有著名的維多利亞式建築，此外，高202英尺（62米）、尖頂的聖彼得教堂是當地的地標，並為區內三個一級教堂之一。伯恩茅斯之地理位置，使它成為遊客的熱門勝地，這裡的海灘及著名的夜生活每年吸引超過500萬遊客前來。伯恩茅斯也是區域性商業中心的商業、伯恩茅斯國際中心（Bournemouth International Centre，簡稱BIC）的所在，並座擁價值逾1000萬英鎊的毛附加價值金融產業。

## 教育

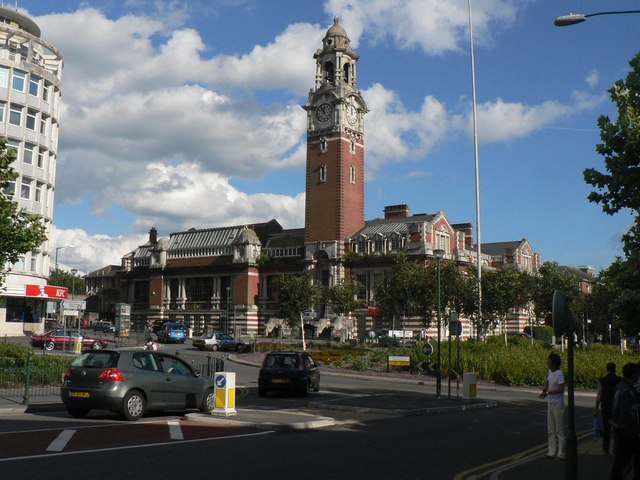
伯恩茅斯和普爾學院

伯恩茅斯有兩所語法學校和10所中學、26所小學，此外還有一些獨立學校和繼續教育學院。有兩所大學位於此地，即伯恩茅斯大學和伯恩茅斯艺术大学。

## 外部連接
- Official Bournemouth Borough Council information site（页面存档备份，存于）
- Tourist Information Site（页面存档备份，存于）
- 中的“伯恩茅斯”